# Miconia erioclada
Miconia erioclada är en tvåhjärtbladig växtart som beskrevs av José Jéronimo Triana. Miconia erioclada ingår i släktet Miconia och familjen Melastomataceae. Inga underarter finns listade i Catalogue of Life.